# Acanthodraco dewitti
Acanthodraco dewitti is een straalvinnige vissensoort uit de familie van Antarctische draakvissen (Bathydraconidae). De wetenschappelijke naam van de soort is voor het eerst geldig gepubliceerd in 1995 door Skóra.